# Yamazaki Ansai
En aquest nom japonès, el cognom és Yamazaki.
Yamazaki Ansai (japonès: 山崎 闇斎; Kyoto, 1618 — 1682) va ser un filòsof japonès.
Yamazaki va estudiar durant anys el sistema neoconfusià de Zhu Xi, que reduí a la màxima "a devoció a l'interior, la rectitud a l'exterior" tot relacionant-lo amb altres principis. El seu pensament serveix de base al nacionalisme japonès i el culte a l'Emperador del Japó.